# Carl von Rokitansky
Pour les articles homonymes, voir Rokitansky.
 (juin 2024).
Si vous disposez d'ouvrages ou d'articles de référence ou si vous connaissez des sites web de qualité traitant du thème abordé ici, merci de compléter l'article en donnant les références utiles à sa vérifiabilité et en les liant à la section « Notes et références ».
Karel Rokitansky (né le 19 février 1804 à Königgrätz, royaume de Bohême, décédé le 23 juillet 1878 à Vienne), est un médecin pathologiste (solidiste et humoraliste), anthropologue, homme politique et philosophe autrichien d'origine tchèque. Son nom complet germanisé est Carl Freiherr von Rokitansky après qu'il fut anobli.

## Biographie

### Le pathologiste
Karel Rokitansky est reçu docteur en médecine le 6 mars 1828 à l'université de Vienne. Il devient alors professeur d'anatomie pathologique, poste qu'il occupe jusqu'en 1875. Ce domaine est encore peu étudié, mais Rokitansky estime qu'il est riche d'applications cliniques futures : cette spécialité pourrait proposer au médecin occupé à soigner le malade des potentialités nouvelles en termes de diagnostic ou de traitement. Après Gerard van Swieten, fondateur de la première école de médecine viennoise, Rokitansky provoque avec ces idées une « révolution » scientifique. Ses collaborations avec l'interniste Joseph Škoda et le dermatologue Ferdinand von Hebra, permettent l'émergence de la deuxième école de médecine viennoise, marquée par un changement dans la façon de penser : la médecine désormais n'est plus guidée par la philosophie mais par les sciences naturelles. Avec la spécialisation de la médecine, entraînée par le développement de disciplines nouvelles, le « médecin viennois » connaît alors une renommée mondiale.
En ce qui concerne son œuvre et ses idées, Rokitansky attache un intérêt particulier à l'anatomie (courant des solidistes) et attribue une base anatomique aux syndromes cliniques. Il s'inspire aussi des découvertes en chimie physiologique et construit une théorie particulière sur les dyscrasies sanguines, selon laquelle le plasma crée toutes les structures solides du corps humain.

### L'homme politique

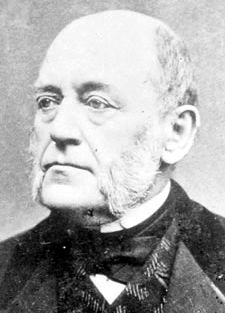
Karl Freiherr von Rokitansky, photographie de 1870, année de sa nomination à la présidence de la Société d'anthropologie de Vienne.

Les positions de Rokitansky par rapport aux différentes académies et aux institutions politiques sont caractéristiques de l'époque libérale de l'Autriche. Il représente alors le libéralisme de la bourgeoisie en formation. C'est en défendant la liberté et le progrès qu'il contribue à la réforme de l'Université et à l'amélioration substantielle du régime sanitaire. Il est nommé plusieurs fois doyen de la faculté de médecine et, en 1853, premier recteur librement élu par le corps des professeurs de médecine de l'université de Vienne et président du conseil supérieur des questions de santé. Dès 1850, il dirige, jusqu'à la fin de ses jours, la Société de médecine de Vienne. En 1863 le ministre d'État Anton von Schmerling nomme ce libéral, responsable des questions médicales au ministère de l'intérieur. En novembre 1867 l'empereur François-Joseph le nomma, sans qu'il ne s'y attende, à la chambre haute du parlement. Enfin, en 1870, la Société d'anthropologie de Vienne (de) nouvellement fondée le choisit pour être son premier président.

### Le philosophe
Bien que Rokitansky défende la « méthode matérialiste », dans la recherche en sciences naturelles il refuse le matérialisme en tant que vision du monde. Dans le discours solennel lors de l'inauguration de l'institut de pathologie et d'anatomie de l'hôpital général de Vienne, il met en garde avec insistance contre l'abus de « la liberté dans les recherches en sciences naturelles ». Le naturaliste doit d'abord prendre conscience que l'être humain est un « sujet capable de connaissance » et c'est seulement ensuite qu'il peut obéir à « l'élan qui le porte vers la connaissance ». Si la personne humaine n'est plus qu'un objet de recherche dans la médecine, alors la valeur de l'homme disparaît. C'est pourquoi cet humaniste insiste sur la question de l'éthique dans l'avenir de la médecine. Dans son discours sur la « solidarité entre les vies animales » devant l'académie impériale des sciences, il montre qu'il reste proche des idées de Schopenhauer sur la pitié. « Si nous [...] étions pénétrés de pitié et que nous la mettions en pratique, nous prendrions une partie de la souffrance de ceux qui souffrent », explique-t-il. La grandeur de l'homme se manifeste par sa capacité, en renonçant à l'agression, à prendre volontairement en charge les peines les plus grandes. Ceux qui y sont parvenus, devraient être nos « grands modèles en éthique ».
Le 17 juillet 1848, Rokitansky est élu membre titulaire de l'académie impériale des sciences, et en 1866 vice-président  de cette institution. Il en devient président de 1869 jusqu'à sa mort, le 23 juillet 1878. Cette distinction est pour lui « le plus grand honneur dont je puisse jouir ».
Il est fait à titre posthume docteur honoris causa de l'université Jagellonne de Cracovie en 1884.

## Éponymie
Ce médecin a laissé son nom à plusieurs affections rares : 
- Maladie de Rokitansky-Frerichs : une variété d'ictère grave.
- Syndrome de Rokitansky-Küster ou de Mayer-Rokitansky-Küster-Hauser : absence congénitale du vagin, responsable d'aménorrhée primaire.
- Syndrome de Rokitansky-Maude Abbott : malformation cardiaque avec persistance du canal atrioventriculaire commun.
- Nodule de Rokitansky : Nodule solide charnu au sein d'un tératome ovarien.
- 1860 description de l'endométriose par « présence de muqueuse utérine en dehors de l'utérus »

Son nom est également associé à l'observation médicale selon laquelle la tuberculose pulmonaire épargne les patients atteints de rétrécissement mitral, connue sous le nom de « Loi de Rokitansky » (celle-ci comportant de nombreuses exceptions).
En dehors du domaine médical, le nom de Carl von Rolitansky a également été donné en 1960 au Mont Rokitansky, un sommet montagneux de l'île Brabant en Antarctique, renommé cinq ans plus tard Mont Pico.